# Blood in the Water: Live in San Diego
Blood in the Water: Live in San Diego —en español: Sangre en el agua: En vivo en San Diego— es un DVD en vivo de la banda estadounidense de thrash metal Megadeth. Cuenta con un concierto en vivo grabado en Cox Arena en San Diego, filmada durante Gigantour 2008 el 20 de mayo de 2008. La banda decidió lanzarlo como un concierto completo debido a los otros actos en el proyecto de ley en declive. La fecha de lanzamiento es desconocida en formato de distribución digital, aunque será transmitido por el canal digital "hd.net" el día dos de noviembre de 2011, a las 8:00 p. m..<ref También se ha lanzado de forma no oficial bajo el título de "Waking up the Dead".

## Lista de canciones

### Lista de canciones (DVD)
1. "Sleepwalker"
2. "Wake Up Dead"
3. "Take No Prisoners"
4. "Skin O' My Teeth"
5. "Washington is Next!"
6. "Kick the Chair"
7. "In My Darkest Hour"
8. "Hangar 18"
9. "Burnt Ice"
10. "À Tout le Monde"
11. "Chris Broderick solo" & "Tornado of Souls"
12. "Ashes in Your Mouth"
13. "Symphony of Destruction"
14. "Trust"
15. "Peace Sells"
16. "Holy Wars...The Punishment Due/Silent Scorn"

### Canción tocada en vivo que no apareció en la grabación
Sweating Bullets

## Miembros
- Dave Mustaine - voz, guitarra
- Chris Broderick - guitarra
- James LoMenzo - bajo, coros
- Shawn Drover - batería